# Bohdan Kowałenko
Bohdan Rusłanowycz Kowałenko, ukr. Богдан Русланович Коваленко (ur. 24 kwietnia 1997) – ukraiński piłkarz, grający na pozycji napastnika.

## Kariera piłkarska

### Kariera klubowa
Wychowanek klubów Arsenał Kijów i Szachtar Donieck, barwy których bronił w juniorskich mistrzostwach Ukrainy (DJuFL). Karierę piłkarską rozpoczął w 27 sierpnia 2014 w juniorskiej drużynie Szachtar, a 29 marca 2015 debiutował w składzie Szachtar-3 Donieck. Latem 2016 został piłkarzem klubu Czajka Petropawłowska Borszczahówka. W sierpniu 2017 podpisał kontrakt z cypryjskim Pafos FC. 21 marca 2018 jako wolny agent zasilił skład Riga FC. Na początku 2019 przeniósł się do BFC Daugavpils. 17 lipca 2019 przeszedł do Czornomorca Odessa. 9 grudnia 2019 opuścił odeski klub.

### Kariera reprezentacyjna
W 2014 występował w juniorskiej reprezentacji Ukrainy U-16.

## Sukcesy i odznaczenia

### Sukcesy klubowe
Szachtar Donieck U-19
- finalista Ligi Młodzieżowej UEFA: 2014/2015